# Francisco Maria de Sousa Brandão

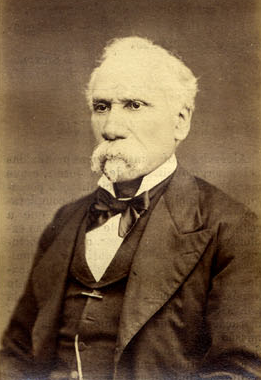
Francisco Maria de Sousa Brandão, c. 1882.

Francisco Maria de Sousa Brandão (Mosteiró, Santa Maria da Feira, 11 de Maio de 1818 — Lisboa, 26 de Maio de 1892) foi um engenheiro ferroviário e político da esquerda radical, republicano, ligado aos movimentos operários de raiz anarquista de meados do Século XIX em Lisboa. Foi um dos fundadores do Partido Socialista Português.

## Biografia
Como engenheiro ferroviário, destacou-se como um dos principais vultos na história deste tipo de transporte em Portugal, tendo, em 1876, criticado o traçado da Linha do Leste, especialmente a passagem por Elvas; na sua opinião, este desvio, que foi realizado por motivos militares, fez a linha atravessar terreno mais difícil e aumentou a sua extensão. Realizou, igualmente, os estudos originais para a Linha da Beira Alta, tendo defendido a partida deste caminho de ferro em Coimbra, aumentando os custos de construção mas melhorando substancialmente as comunicações regionais com aquela cidade.
Também foi um dos principais promotores da construção da Linha do Sado, tendo previsto, em 1877, que esta via férrea sairia do Pinhal Novo ou Poceirão e terminaria em Lagos, servindo Montalvo ou Alcácer do Sal, Santiago do Cacém e Odemira.
Colaborou na Revista universal lisbonense (1841-1859)